# Графство Хаг
Графството Хаг (на немски: Grafschaft Haag) е през Средновековието свободно имперско графство на Свещената Римска империя в днешна Горна Бавария. Резиденцията е в Хаг в Горна Бавария. Графството е управлявано от династиите Фраунберги и Вителсбахи.

## История
Хаг е споменат за пръв път ок. 980 г. като седалище на свободния господарски род „де Хага“ („de Haga“), които по-късно са наричани Gurren von Haag. През 1245 г. Хаг е даден от император Фридрих II на Зигфрид фон Фраунберг. През 1509 г. Фраунбергите са издигнати на наследствени имперски графове. Имперското графство Хаг е обкръжено от херцогство/курфюрство Бавария. През 1566 г., след смъртта на последния от род Фраунберг граф Ладислаус фон Фраунберг-Хаг, баварският херцог Албрехт V получава Хаг през 1567 г. Неговият син херцог Вилхелм V подарява графството през 1588 г. на своя брат Фердинанд Баварски, по случай неговия морганатичен брак с Мария Петенбек, която произлизала от там. Техните деца образуват вителсбахската странична линия „Графове на Вартенберг“, която изчезва през 1736 г. През 1804 г. графството Хаг отива към Кралство Бавария.

## Галерия
- Замък Хаг
- Ладислаус фон Фраунберг, граф на Хаг